# Feliks Chmurkowski

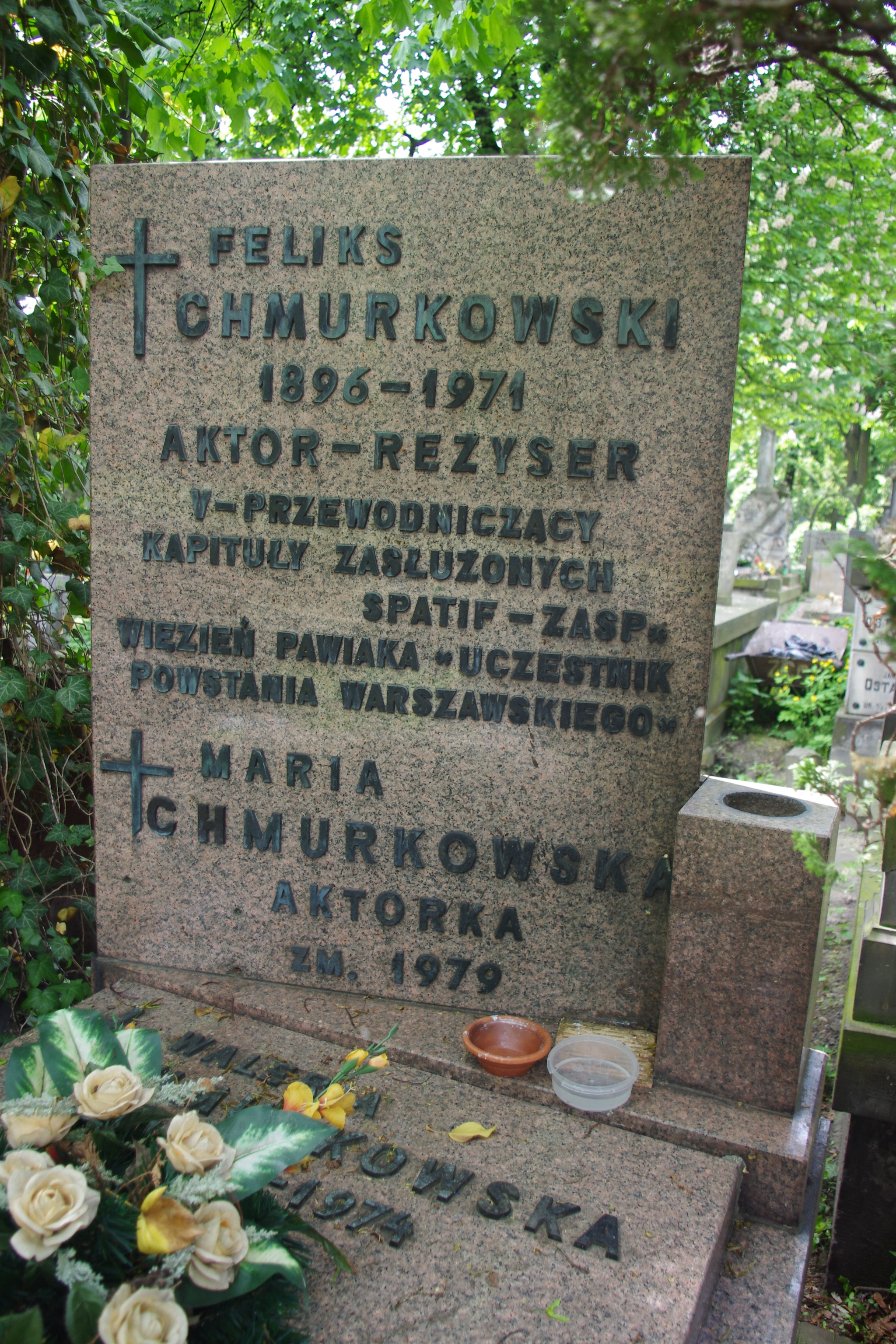
Grób Feliksa Chmurkowskiego na cmentarzu Powązkowskim w Warszawie

Feliks Chmurkowski (ur. 18 maja 1896 w Warszawie, zm. 16 kwietnia 1971 tamże) – polski aktor teatralny, filmowy, radiowy oraz reżyser teatralny.

## Życiorys
Był synem Kajetana Chmurkowskiego i Pauliny z Gradowskich. Ukończył Gimnazjum im. Mickiewicza w Warszawie. Od 1917 statystował w Teatrze Rozmaitości.

### Okres międzywojenny
W latach 1918–20 studiował w warszawskiej Szkole Dramatycznej kierowanej przez Jana Lorentowicza. Równocześnie występował, pod pseudonimem Tęczyński, w Teatrze Żołnierskim YMCA. W 1920 ożenił się z Marią z domu Fiszer, również aktorką.
W sezonie 1920/21 występował na scenach teatrów wileńskich, następnie w Teatrze Praskim w Warszawie (odtąd pod właściwym nazwiskiem). W kolejnych sezonach grał w Lublinie, Grodnie i Łodzi. W tym ostatnim mieście, na scenie Teatru Popularnego, zadebiutował w grudniu 1924 jako reżyser sztuki Tajemniczy Dżems. W sezonie 1925/26 grał i reżyserował w Teatrze Miejskim w Grudziądzu, wchodzącym w skład Zjednoczonych Teatrów Pomorskich, następnie w Katowicach, Toruniu i Poznaniu. W 1930 powrócił do Warszawy i występował w teatrach Polskim i Małym (w 1932 także w teatrze Banda złączonym organizacyjnie z Teatrem Polskim), w sezonie 1933/34 grał w teatrach: Rozmaitości, Kameralnym, 8:30 i Letnim, a od roku 1934 aż do wybuchu wojny w zespole TKKT, m.in. na scenach Teatru Narodowego i Nowego. W latach trzydziestych brał też udział w objazdach Reduty.
Reżyserią zajmował się głównie w teatrach prowincjonalnych, w Warszawie reżyserował tylko sporadycznie. Wybierał głównie repertuar tzw. lekki. Jego praca reżyserska spotykała się z życzliwą oceną recenzentów.

### II wojna światowa
W okresie okupacji niemieckiej pełnił funkcję kierownika administracyjnego spółdzielni koleżeńskiej „Pod Znachorem”. Była to jedna z najsłynniejszych kawiarni w okupowanej stolicy, prowadzona przez bezrobotnych aktorów. Znajdowała się przy ulicy Boduena 4. Wspólnie z żoną Chmurkowski prowadził też własny bar „Pod światełkami” w Radości k. Warszawy, gdzie również zatrudniał bezrobotnych kolegów po fachu. W 1943 został aresztowany i przez ponad rok był więziony na Pawiaku, skąd zwolniono go latem 1944. Wziął udział w powstaniu warszawskim.

### Okres powojenny
Po wojnie występował w Teatrze Polskim w Warszawie, współpracując jednocześnie z innymi teatrami. Od sezonu 1955/56 zaangażowany w Teatrze Domu Wojska Polskiego (od 1957 – Teatr Dramatyczny), w którym pozostał aż do przejścia na emeryturę (koniec sezonu 1967/68). W 1966 występował gościnnie w stołecznym Teatrze Współczesnym. W 1960 Teatrze Dramatycznym obchodził jubileusz czterdziestolecia, a w 1966 pięćdziesięciolecia pracy artystycznej.
19 stycznia 1955 na wniosek Ministra Kultury i Sztuki został odznaczony Medalem 10-lecia Polski Ludowej.
Zarówno w okresie międzywojennym, jak i po wojnie grał w wielu polskich filmach. Występował też w słuchowiskach radiowych, w latach 1949–1975 nagrał kilkadziesiąt słuchowisk Teatru Polskiego Radia.
Ze względu na tuszę, gładką i pulchną twarz o regularnych rysach już od początku swej działalności aktorskiej grał przeważnie role charakterystyczne. Szybko zyskał popularność, chwalono go: za wdzięk i ciepło, szybko jednak został uznany za mistrza drugiego planu i epizodu. Grywał głównie role charakterystyczno-komiczne.
Był aktywnym działaczem ZASP-u. Dwukrotnie wybrany do Zarządu Głównego (1932 i 1947). W 1948 został prezesem Zarządu Głównego i Naczelnej Rady Artystycznej i pełnił te funkcje aż do rozwiązania ZASP-u w 1950. W 1959 otrzymał tytuł członka zasłużonego SPATiF-ZASP. Od 1967 pełnił funkcję wiceprzewodniczącego Kapituły Członków Zasłużonych.
Zmarł w Warszawie, spoczywa na cmentarzu Powązkowskim (kwatera 173-3-7).

## Przebieg pracy artystycznej[2]
- 1920–1921 - Teatr na Pohulance w Wilnie
- 1921–1922 - Teatr Praski w Warszawie
- 1922–1923 - Teatr Miejski w Lublinie
- 1923–1924 - Teatr Miejski w Grodnie
- 1924–1925 - Teatr Popularny w Łodzi
- 1925–1926 - Teatr Miejski w Grudziądzu
- 1927–1928 - Teatr Miejski w Toruniu
- 1928–1930 - Teatr Nowy w  Poznaniu
- 1930–1933 - Teatr Polski w Warszawie
- 1934–1939 - Towarzystwo Krzewienia Kultury Teatralnej
- 1945–1955 - Teatr Polski w Warszawie
- 1955–1968 - Dom Wojska Polskiego w Warszawie

## Filmografia
| - 1933 - Romeo i Julcia, jako stolarz Wiórek - 1933 - Każdemu wolno kochać, jako gość u Renaty - 1933 - Jego ekscelencja subiekt - 1935 - Antek policmajster - 1935 - Jaśnie pan szofer, jako szober - 1935 - Kochaj tylko mnie, jako lekarz - 1935 - Wacuś, jako nauczyciel - 1936 - Jego wielka miłość - 1936 - Bolek i Lolek, jako ojciec Lola - 1936 - Pan Twardowski, jako ksiądz na wsi (gościnnie) - 1936 - Bohaterowie Sybiru, jako inżynier - 1937 - Piętro wyżej, jako Stefan Bonecki, ojciec Aliny - 1939 - Trzy serca, jako Kolicz - 1939 - Kłamstwo Krystyny, jako Wróbelek - 1939 - Włóczęgi, jako tata Karśnick - 1939 - Geniusz sceny, jako dygnitarz Fryderyka Wielkiego - 1939 - U kresu drogi | - 1939/1942 - Testament profesora Wilczura, - 1947 - Ślepy tor, jako Cezary Krogulski - 1948 - Skarb, jako współlokator pokoju Witka - 1949 - Za wami pójdą inni, jako ojciec Anny - 1951 - Młodość Chopina, jako Osiński - 1953 - Piątka z ulicy Barskiej, - 1954 - Pod gwiazdą frygijską, jako starosta - 1955 - Sprawa pilota Maresza, jako niemiecki kuracjusz - 1959 - Cafe pod Minogą, jako Konstanty Aniołek - 1959 - Biały niedźwiedź, jako niemiecki kuracjusz - 1962 - Mandrin (fr. Mandrin, Le Bandit Gentilhomme) - 1963 - Smarkula, jako "stary cap" w taksówce Floriana - 1963 - Dwa żebra Adama, jako Jan Paweł Maczek - 1964 - Rękopis znaleziony w Saragossie, (niewymieniony w czołówce) - 1970 - Pan Dodek, jako szatniarz - 1970 - Romantyczni, jako gość na koncercie u Nawrockich |